# Kovačevac (Prijepolje)
Pour les articles homonymes, voir Kovačevac.
Kovačevac (en serbe cyrillique : Ковачевац) est une localité de Serbie située dans la municipalité de Prijepolje, district de Zlatibor. Au recensement de 2011, elle comptait 1 566 habitants.
Ковачевац est officiellement classé parmi les villages de Serbie.

## Démographie

### Évolution historique de la population
| 1948 | 1953 | 1961 | 1971 | 1981  | 1991  | 2002  | 2011  |
| ---- | ---- | ---- | ---- | ----- | ----- | ----- | ----- |
| 456  | 502  | 514  | 560  | 1 053 | 1 770 | 1 613 | 1 566 |

|  |